# Pusztaszabolcs
Pusztaszabolcs város Fejér vármegye keleti részén a Dunaújvárosi járásban; fontos vasúti csomópont.

## Fekvése
A Közép-Mezőföldön, a 6205-ös és a 6207-es utak találkozásánál helyezkedik el; közigazgatási területén, illetve Felsőcikolapuszta külterületi városrészén áthalad a 6209-es út is; Felsőcikolát a városközponttal a 62 112-es út köti össze.
Budapest 50, a vármegye két megyei jogú városa közül Székesfehérvár 35, Dunaújváros pedig 30 kilométerre fekszik a településtől. A várostól nagyjából 10–10 kilométerre található a Velencei-tó, illetve a Duna.

### Közlekedés
Pusztaszabolcs vasútállomás vasúti csomópont. A Budapest–Pécs-vasútvonal vasúti fővonalból itt ágazik ki a Pusztaszabolcs–Paks-vasútvonal és a Székesfehérvár–Pusztaszabolcs-vasútvonal; sőt évtizedeken keresztül tervezték a város vasúti összekötését a Duna–Tisza köze több településével is, a soha meg nem valósult Pusztaszabolcs–Cegléd-vasútvonal révén.
Elővárosi vonatok kötik össze Budapesttel, Dunaújvárossal, Sárbogárddal, Dombóvárral, Székesfehérvárral. A székesfehérvári vonal kivételével minden irányban Stadler FLIRT típusú modern motorvonatok közlekednek, de a még nem villamosított székesfehérvári vonalon is 2019 áprilisától korszerűbb szerelvények járnak: Siemens Desiro motorvonatok váltották föl a korábbi Bzmotokat.
Közúton az M6-os autópályáról közelíthető meg leggyorsabban, de az M7-esről is elérhető. A településen áthalad az Adony-Velence közti 6207-es út, valamint mellékút köti össze Besnyővel (6205) és Szabadegyházával (6209) is. Autóbuszok Székesfehérvár és Velence felől érkeznek naponta többször a településre.

### Településrészei
- Felsőcikolapuszta a központtól bő 3 kilométerre fekszik, déli irányban. 2011-es adatok szerint a lakónépessége 149 fő, a lakások száma 45 volt.[6]
- Paksidűlő Pusztaszabolcs centrumától 2,5 kilométerre fekszik, dél-délkeleti irányban. 2011-es adatok szerint a lakónépessége 8 fő, a lakások száma pedig 1 volt.[7]
- Szabolcspuszta Pusztaszabolcs centrumától 1 kilométerre fekszik, nyugati irányban. 2011-es adatok szerint a lakónépessége 97 fő, a lakások száma 16 volt.[8] Szabolcspusztán a Pusztaszabolcsi Agrár Zrt. nevű vállalat működik.[9]

## Története

### Árpád-kor
Pusztaszabolcs története több ezer éves múltra tekint vissza. A régészeti ásatásokkal felszínre kerültek bronzkori, kelta, illetve római kori tárgyi emlékek. Pusztaszabolcsról való egy római főtiszt (Vetus Salina) által készített síremlék kőfelirata. A számtalan régészeti lelet egyértelmű bizonyíték arra, hogy az itt élők fejlett kézművességet folytattak. A magyarok a már korábban letelepedett avarokkal és belső-ázsiai népekkel keveredve hoztak létre itt szálláshelyet. Az Árpád-kori letelepülésre több 10–11. századi régészeti emlék, továbbá a település neve utal. Pusztaszabolcs feltehetőleg a Szabolcs elnevezésű, Árpád nemzetséggel rokon, Előd–Szabolcs–Csák-nemzetségből ered. A Puszta előtag sokkal később egy helységnév-rendezés során került a település nevébe. A település nevével először 1302-ben találkozunk írott dokumentumban: „a székesfehérvári káptalan és a dudari Csák testvérek megosztoztak »Zabvos« falun” (Zabvos = Szabolcs / Györffy György 1971-es tanulmánya alapján).

### Története a14. századvégéig
A környék a 14. század végéig királyi birtok volt, később a birtokosok gyakorta váltották egymást, majd török fennhatóság alá került a terület. Feltehetően ekkor semmisült meg a korábbi középkori település. A törökök fokozatos visszaszorításával Pusztaszabolcs környéke - a jó minőségű földnek köszönhetően - hamar újranépesült. A 17. században Szabolcson 80 házban szerb parasztok laktak, akik a török szultánnak és az osztrák császárnak is adóztak. A 18. század végére a földek a Zichy család birtokába kerültek. Az itt élő uradalmi cselédek száma 1830-ban 538 fő volt.

### A kiegyezés időszakában
A kiegyezés időszakában a gazdasági fellendülésnek köszönhetően megindult a községgé szerveződés. 1870-ben Fejér Vármegye Törvényhatósági Bizottsága 1875-ben „községesített puszták”-ként létrehozta Szabolcs elnevezésű községet. 1881-ben készült el a község bel- és külterületének első térképe. 1896-ban megváltoztak a birtokviszonyok. A szabolcspusztai területek báró Fould-Springer család birtokába kerültek, Felső-cikola birtoktesteit pedig Hirsch-Halász Alfréd budapesti ügyvéd vásárolta meg.

### A 19. század végétől az első világháborúig
A változások a századfordulóra nem csupán a birtokviszonyok átrendezésében voltak megfigyelhetők. Megjelent a szervezett keretek között zajló oktatás (kb. 250 tanulóval). Gyökeres változásokat eredményezett, hogy 1882-ben megindult a vasúti forgalom Budapest–Sárbogárd között, majd 1896-ban Budapest–(Pusztaszabolcs)–Paks és Pusztaszabolcs–Székesfehérvár között is. Fokozatosan kiépült a pusztaszabolcsi pályaudvar. A pályaudvarhoz kapcsolódóan épültek a központban a vasúti szolgálati lakások és a vasutat kiszolgáló infrastruktúra. A századfordulón megtelepedett vasutasság jelentősen megváltoztatta a település szociológiai jellemzőit. A modern kispolgári felfogás (nyugdíjpénztár, egészségügyi és szociális ellátás, lakás biztosítása) további fejlődést indukált. A kedvező tényezőknek köszönhetően a település lakossága 1830 és 1920 között megközelítőleg háromszorosára növekedett.

### A település története a 20. században
Az első világháború és a trianoni békeszerződés megpróbáltatásai után több száz menekült vasutas érkezett a községbe. Az ideiglenesen keletkezett lakás- és földhiányt 1922-ben az Országos Földbirtokrendező Bizottság rendeletben szabályozta, a vasúttól keletre lévő területeken 59 házhelyet osztottak ki. A házhelyosztással egyidőben a Nagyatádi Szabó-féle földreform alapján kb. 1600 hold földet is kiosztottak. 1923-ig a község a három uradalmi pusztára és a vasúti telepre tagozódott, de 1924-re a településrészek gyakorlatilag egybeépültek. Részben a fenti tényezőknek köszönhetően az 1920-as években a község több ízben kérvényezte a járási székhely áthelyezését Adonyból. Az indokok között szerepelt a központi fekvés, a vasúti csomópont jelleg és a gyors ütemű gazdasági és társadalmi fejlődés. 1916-ban a vasút mellett felépítették a községházát és az első vasúti iskolát (1925), ahol a nagyszámú vasutas dolgozók gyermekeit tanították, és később a nem vasutas szülők gyermekei előtt is megnyitotta a kapuit. 1925-ben fogda épült, majd 1926-ban tűzoltóság. 1929. június 29-én nyitották meg a Kaszinót, továbbá állandó körorvost és gyógyszertárat is kaptak. 1931-ben csendőrőrs létesült a községben. 1932 tavaszán a kereskedelmi miniszter engedélyezte a település számára a heti vásár tartását. 1938-ban nyitották az első óvodát 40 férőhellyel. 1935-ben alkották a községrendezési szabályrendeletet. 1939 decemberében nyitott ki a helyi mozgófénykép-színház. 1940-ben szentelték fel a község katolikus templomát. 1941-ben artézi kutat (107 m) ásatott az Országos Közegészségügyi Intézet, 1943-ban közösségi tüdőgondozó intézet is létesült. A második világháborúban hónapokig állt Pusztaszabolcs a frontvonalban, ezért több ház elpusztult. A lakosság száma 1945. május 17-én 3560 fő volt.

### Története 1945 után
Az 1945 utáni gyors fejlődés alapját a földreformmal teremtették meg. 1945 és 1952 között több ezer hold földet osztottak szét, és 190 családi ház is felépült. 1949 februárjában megalakult a Felső-Cikolai Állami Gazdaság, májusban földműves-szövetkezeti kezelésbe kerültek a magánboltok, októberben Dózsa György nevét vette fel a település első termelőszövetkezeti csoportja. 1950-ben jött létre a Petőfi Sándor termelőszövetkezeti csoport, majd a következő hónapban vegyesipari KTSZ alakult Pusztaszabolcson, amely szövetkezések augusztus 20-án egyesültek Béke TSZ néven. 1946-tól folyamatosan állt vissza a vasúti rend. Helyreállították a székesfehérvári és a pécsi vonalat, bevezették az elektromos áramot, az ivóvizet, a gázt, a telefont, a szennyvízcsatornát; járható utak, művelődési ház és könyvtár épült. Az életminőség javulását célzó fejlesztések mellett beindult a lakásépítési hullám is. A II. világháborút követő 25 évben több mint ezer lakás épült, köztük panel lakóépületek is. 1957-ben épült a keverőüzem (terménytároló és feldolgozó), 1958-ban átadták a MÁV sportpályát, és bölcsődét avattak. 1963-ban alapították a Gimnázium és Szakközépiskolát (épület átadása 1968-ban történt). 1962-ben Gépjavító Állomást (gépszerelés) létesítettek. 1963-ban Pusztaszabolcsi központtal létrejött a körzeti földműves szövetkezet (ÁFÉSZ). A fejlődés következtében 1970-ben Pusztaszabolcs nagyközségi rangra emelkedett. A lakosság száma 1950 és 1980 között 3500 főről 6000 főre növekedett.

### Története 1990-től napjainkig
Az 1990-es rendszerváltást követően megszűnt gyárak (gépjavító, gumigyár, radiátorgyár) helyét új modern üzemek vették át. Pusztaszabolcson található Közép-Európa legnagyobb élfurnérgyára, mely német tulajdonban van (Heitz-Élfurnér Művek), valamint az elővárosi vasúthálózat javítóbázisa, mely svájci tulajdon (Stadler Kft.). A mezőgazdasági termelés kiemelkedő cégei: az Agrár Zrt, valamint az MKSZ kft. Napjainkban a vasút reinkarnációjának figyelembevételével Pusztaszabolcs ipari-közlekedési gazdasági szerkezetű. Jelenleg a településen 6500 lakos él; 500 tanulóval általános iskola, 250 fővel két óvoda, 300 fővel középiskola működik. A Családsegítő és Gyermekjóléti Szolgálat egy három településre kiterjedő mikrotérségi központ. A belső úthálózat 35,5 km hosszú, melynek 50%-a szilárd burkolattal ellátott. Pusztaszabolcson minden közmű (csatorna, víz, gáz, telefon, mobil fedettség, kábeltévé) 100%-ban kiépített, ezzel meghaladja az országos átlagot. A lakások száma körülbelül 2300.
A településen három védőnői, öt orvosi körzet és egy mentőállomás, rendőrség, posta, önkéntes tűzoltóállomás működik. 2008-ban kapott városi rangot. 2014 óta katasztrófavédelmi őrs is üzemel a városban.

## Közélete

### Polgármesterei
- 1990–1994: Gubicza Tibor (független)[11]
- 1994–1998: Gubicza Tibor (független)[12]
- 1998–2002: Ifj. Czompó István (független)[13]
- 2002–2006: Czompó István (független)[14]
- 2006–2010: Czompó István (független)[15]
- 2010–2012: Czompó István (független)[16]
- 2013–2014: Csányi Kálmán (független)[17]
- 2014–2019: Csányi Kálmán (Fidesz-KDNP)[18]
- 2019–2024: Simonné Zsuffa Erzsébet (független)[19]
- 2024– : Tüke László (Fidesz-KDNP)[1]

Az 1998-as és a 2010-es választások közötti időszakban a polgármester személye nem változott, csak 2002-től elhagyta korábban használt előnevét.
A településen 2013. január 20-án időközi polgármester-választást tartottak, mivel az előző polgármester (egészségügyi okokból) lemondott posztjáról.

## Gazdaság, lakosság
A helyi ipar meghatározó elemei:
- a fafeldolgozással foglalkozó Heitz-Élfurner Művek,
- a személy- és teherszállítással foglalkozó MÁV Zrt. pusztaszabolcsi központi pályaudvara,
- a tömítéskészítéssel és gumialkatrész-gyártással foglalkozó Lédem 2000 Kft.,
- a takarmánykeveréssel foglalkozó MKSZ Kft. és
- az elővárosi villamos motorvonatok javításával foglalkozó Stadler Magyarország Vasúti Karbantartó Kft.

Az agrárgazdaság erős. A termelőszövetkezetek felbomlásával kialakult gazdasági társaságok művelik a térség földjeinek 90%-át.

A földművelésen kívül jelentős az üzemi állattartás is. Jelentősebb cégek:
- Pusztaszabolcs Agrár Zrt.,
- Felsőcikola NO2 Kft.,
- 4M-97 Kft.

A szolgáltatási szektor minden területre kiterjed. Panzió, cukrászdák, posta, bank, fodrász és kozmetikus üzletek, testépítő szalonok, kiskereskedelmi egységek és természetgyógyász működik itt.
A munkanélküliségi ráta alacsony. A lakosság egy része a környező városokban (Százhalombatta, Dunaújváros, Székesfehérvár, Budapest) keres munkát.

## Népesség
A település népességének változása:
| Lakosok száma | 6026 | 5957 | 5904 | 5845 | 5907 | 5786 | 5764 | 5746 |
|               | 2013 | 2014 | 2015 | 2019 | 2021 | 2022 | 2023 | 2024 |

A 2011-es népszámlálás során a lakosok 85,2%-a magyarnak, 0,6% cigánynak, 0,2% görögnek, 0,4% németnek, 0,1% románnak mondta magát (14,8% nem nyilatkozott; a kettős identitások miatt a végösszeg nagyobb lehet 100%-nál). A vallási megoszlás a következő volt: római katolikus 30,8%, református 6,6%, evangélikus 0,4%, görögkatolikus 0,3%, felekezeten kívüli 27,7% (32,9% nem nyilatkozott).
2022-ben a lakosság 89,3%-a vallotta magát magyarnak, 0,6% cigánynak, 0,4% németnek, 0,2% románnak, 0,1-0,1% görögnek, ukránnak, horvátnak és szlováknak, 2,6% egyéb, nem hazai nemzetiségűnek (10,7% nem nyilatkozott; a kettős identitások miatt a végösszeg nagyobb lehet 100%-nál). Vallásuk szerint 18,5% volt római katolikus, 6,1% református, 0,5% görög katolikus, 0,4% evangélikus, 1,5% egyéb keresztény, 0,8% egyéb katolikus, 27,8% felekezeten kívüli (44,3% nem válaszolt).

## Nevezetességei
- Református templom
- Római katolikus templom, kora barokk orgonával
- MÁV 375 sorozatú gőzmozdony szobormozdonyként kiállítva a vasútállomáson
- 2022. július 7-én átadásra került Pusztaszabolcson, a Hagyományok Háza mögötti területen a Zöld város projekt részeként megvalósuló szabadidőpark és játszótér.[25]

## Híres emberek
- Itt született 1967-ben Kun Péter rockzenész.
- Itt töltötte gyermekkorát Zsuffa Tünde író.

## Testvértelepülések
- Staufenberg, Németország
- Kisiratos, Románia

## Képgaléria

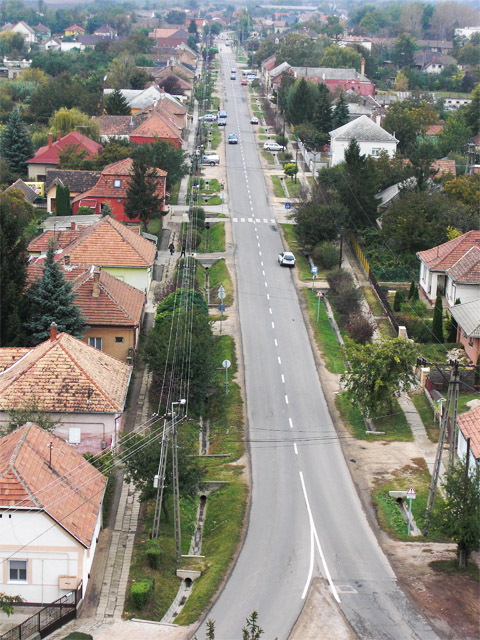
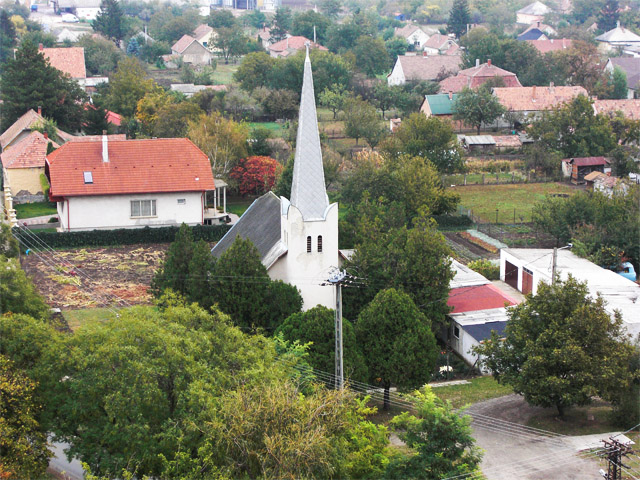
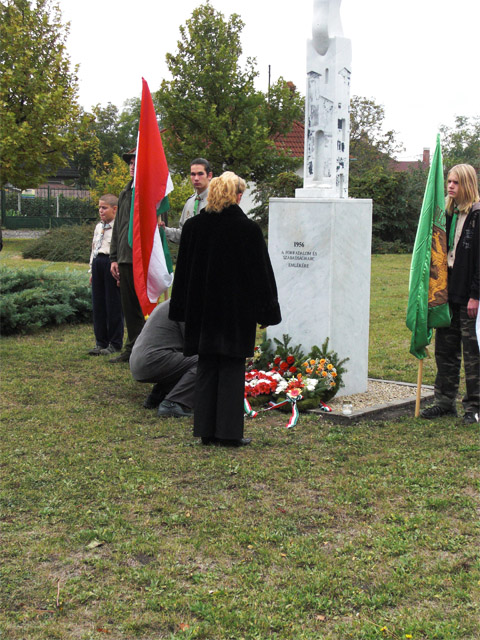
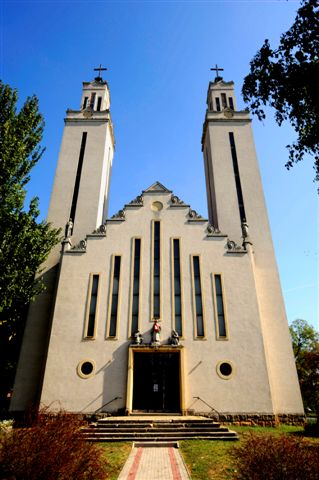
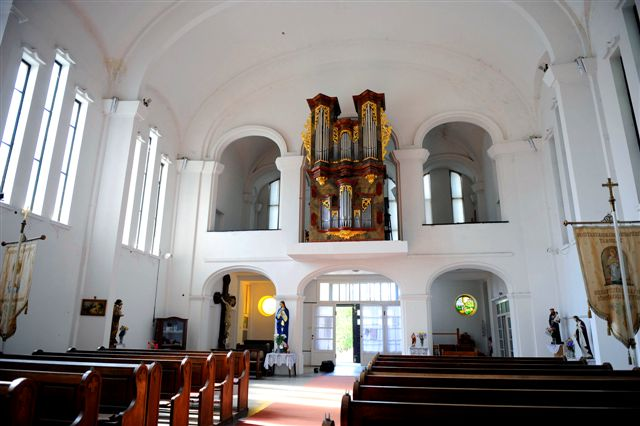
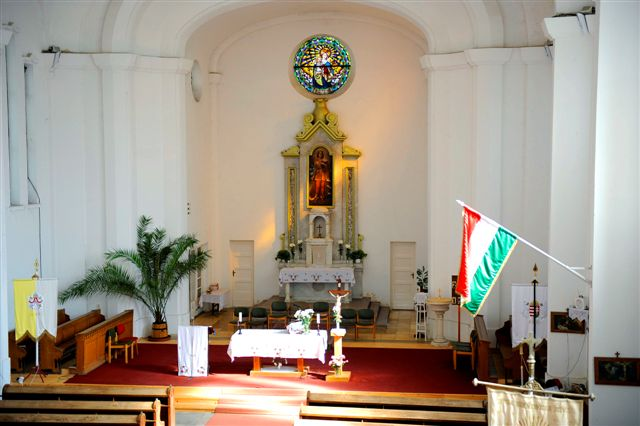
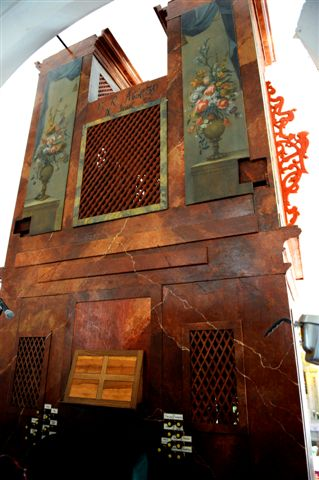
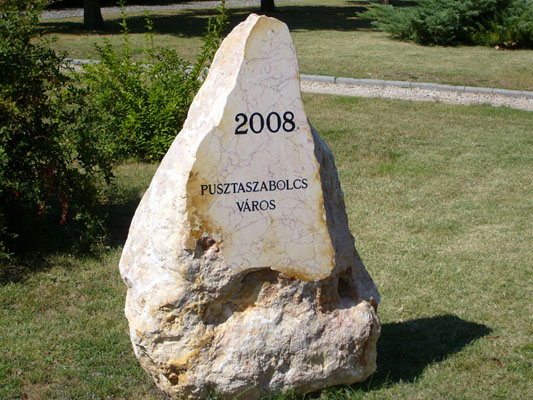
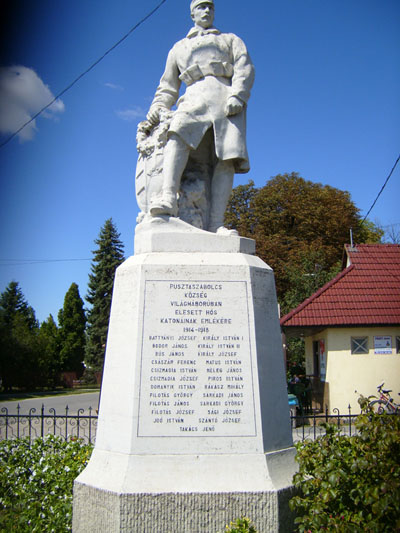
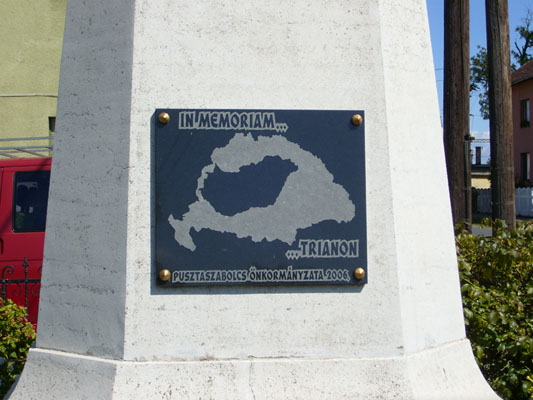
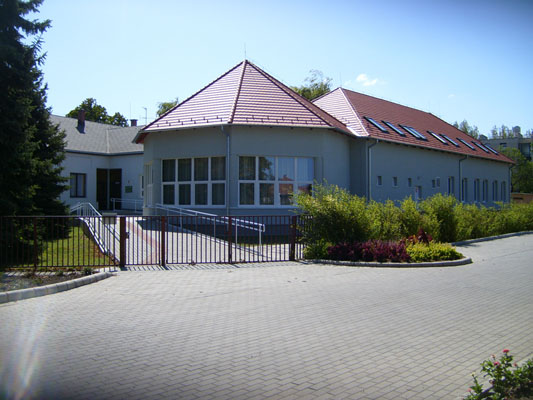
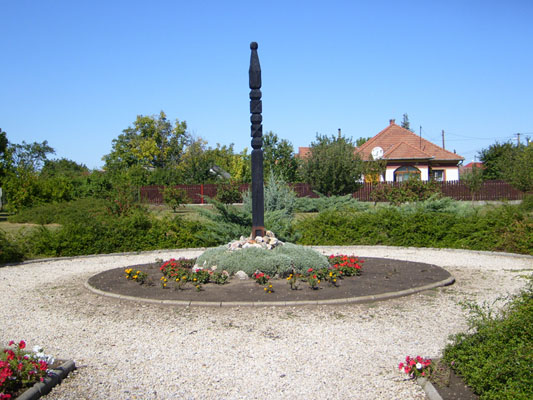
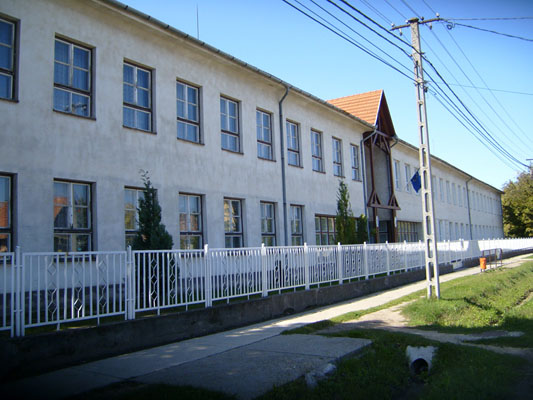
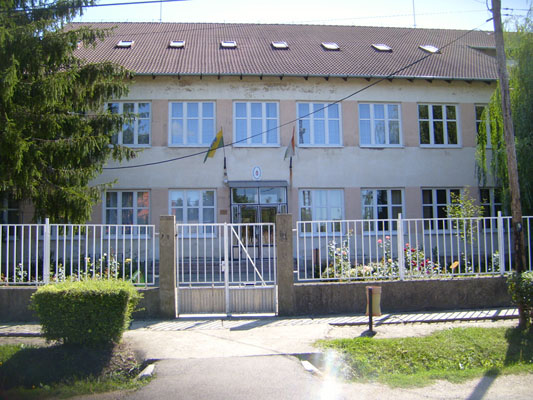
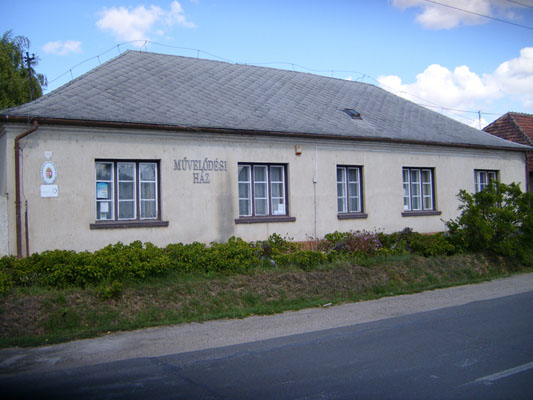
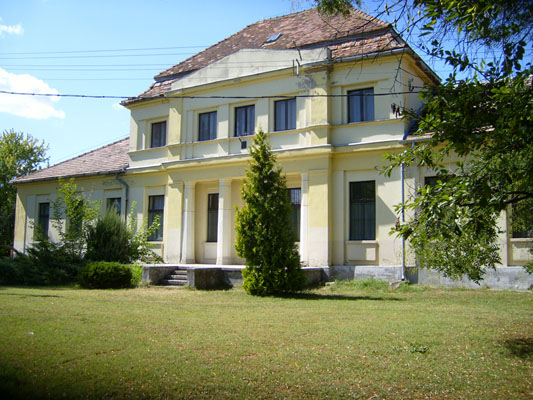
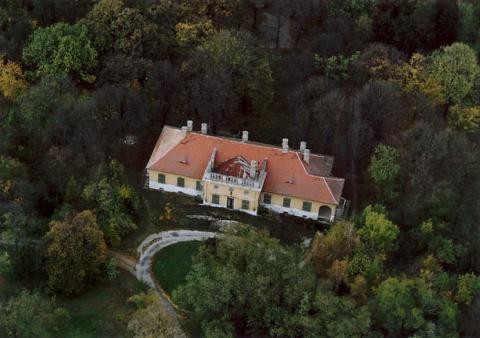
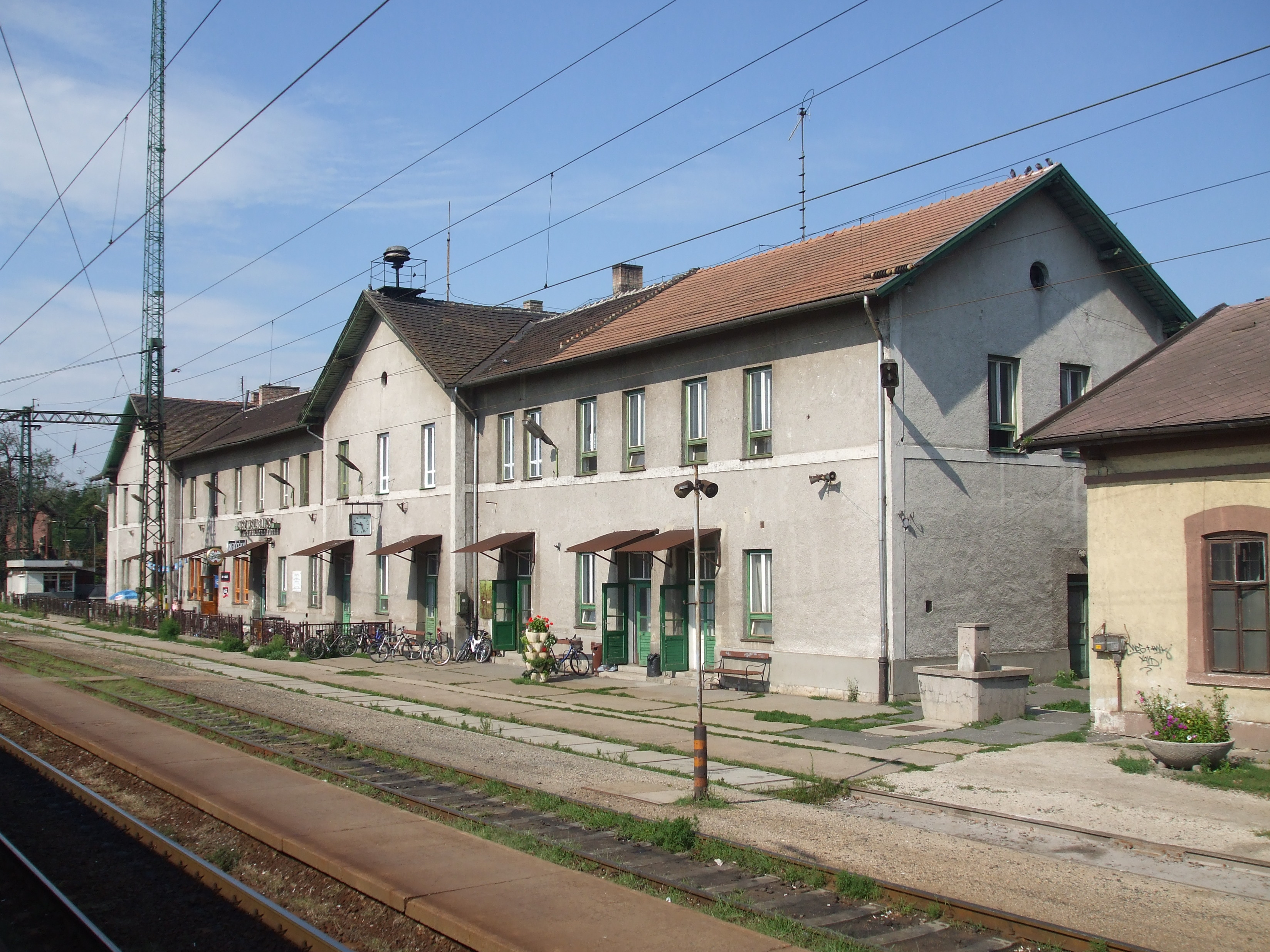
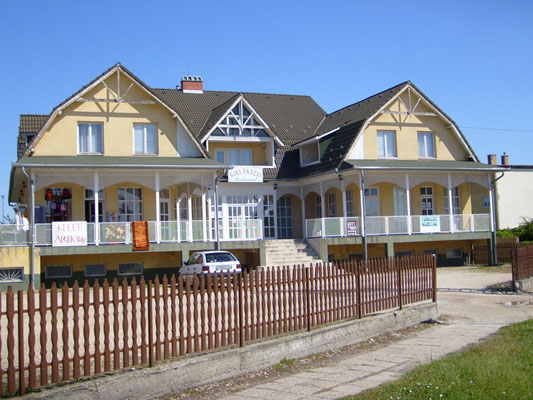
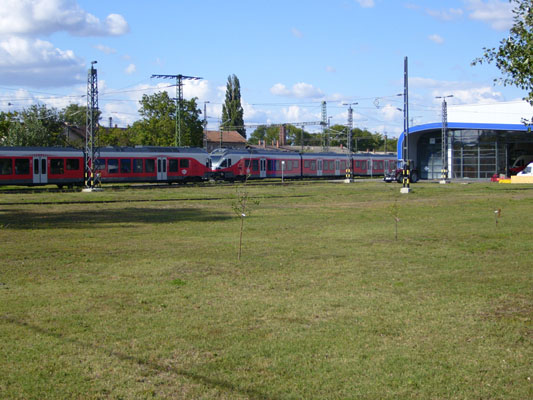
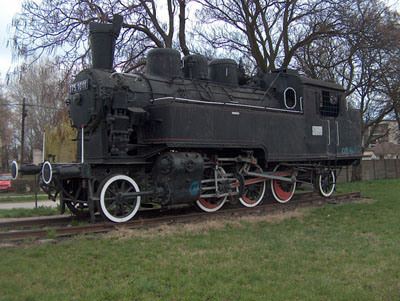